# SPACE SHOWER MUSIC
SPACE SHOWER MUSIC（スペースシャワーミュージック）は、株式会社スペースシャワーネットワークの音楽レーベル/マネジメント/音楽流通事業部門である。

## 概要
株式会社スペースシャワーネットワークが運営する「音楽ビジネスの総合サポートサービス」。2014年4月に社内に分散していた音楽レーベル・マネージメント事業、およびインディーズを中心とする流通事業のサービスブランド「BounDEE（バウンディ）」（旧スリーディーシステム株式会社）を音楽ソフト事業本部として組織統合したのを機に名称も統一された。
CD/DVDなどのパッケージ商品の製造・流通・販売、音楽配信、マーケティング&プロモーション、ネット通販支援、音楽出版管理などのサービスを提供することにより、契約するアーティストやプロデューサー、レーベルに独立性を保ったままでメジャーと変わらない音楽活動を行う環境を提供する。

## 沿革
- 1999年
  - 9月14日 - 細川健によりスリーディーシステム（3Dシステム）株式会社設立。当時の筆頭株主はポリスター。
- 2004年
  - 12月16日 - スペースシャワーネットワークがスリーディーシステムの第三者増資を引き受け持分法適用関連会社とする[4]。
- 2006年
  - 8月16日 - スリーディーシステム、スペースシャワーネットワークによる連結子会社化[5]。
  - 9月15日 - スリーディーシステム、商号をバウンディ株式会社に変更[6]。
  - 10月26日 - Pヴァイン・グループがスペースシャワーネットワークと業務・資本提携。ブルース・インターアクションズ、Pヴァイン・レコード、ペトロ・ミュージックを持分法適用会社とする[7]。
- 2007年
  - 11月16日 - スペースシャワーネットワークがブルース・インターアクションズ、Pヴァイン・レコード、ペトロ・ミュージックを完全子会社化[8]。
- 2011年
  - 4月1日 - ブルース・インターアクションズ（旧）が音楽事業の一部と書籍・雑誌出版事業をペトロ・ミュージックに吸収分割の上株式会社Pヴァインに、ペトロ・ミュージックが株式会社ブルース・インターアクションズへ（新）に商号変更[9]
  - 9月28日 - バウンディ[注 2]、およびブルース・インターアクションズ[注 3]会社解散決議[10]。
  - 10月1日 - バウンディ、ブルース・インターアクションズの全事業をスペースシャワーネットワークが譲受[11]。バウンディが行っていた事業は同社のディストリビューション&ディベロップメント部門となり、サービス名称を「BounDEE by SSNW」とする。また、ブルース・インターアクションズが行っていた事業はミュージック&パブリッシング事業部門となり、音楽レーベル部門のサービス名称を「SPACE SHOWER MUSIC」とする。
- 2014年
  - 4月1日 – 社内に分散していた音楽レーベル部門、音楽流通部門などを統合、同社音楽ソフト事業本部に改組。音楽ソフト事業全体のサービス名称を「SPACE SHOWER MUSIC」に統一[3]。

## レーベル
- BounDEE（バウンディ） - 独立系レーベルの商品の流通を受託。
- SPACE SHOWER MUSIC
- felicity - 2002年に小山田圭吾の立ち上げたトラットリア・レーベルが活動を終える直前に、その遺産を継承する形で設立[12]。
- NEWHERE MUSIC - 2018年にfelicityの兄弟レーベルとして設立[13]。
- eninal - 2012年設立[14]。
- Cabron Music - 2012年設立[15]。
- Smile19

## マネージメントアーティスト
- アルカラ
- Age Factory
- GRAPEVINE
- Suchmos
- SISTER JET
- sooogood!
- Tempalay
- 中村佳穂
- ハク。
- PAELLAS
- ベッド・イン
- 前野健太
- 山崎あおい
- MONO NO AWARE